# Stazione di Kyūhōji
La stazione di Kyūhōji (久宝寺駅?, Kyūhōji-eki) è una stazione ferroviaria di Yao, città della prefettura di Osaka in Giappone, situata sulla linea principale Kansai (linea Yamatoji) e sulla linea Ōsaka Higashi.

## Linee

### Treni
- JR West
  - ■ Linea Yamatoji
  - ■ Linea Ōsaka Higashi

## Caratteristiche
La stazione ha una banchina a isola e una laterale serventi due binari passanti
| 1-2 | ■ Linea Yamatoji      | per Ōji, Nara e Takada                                                    |
| 2   | ■ Linea Yamatoji      | servizio diretto dalla linea Osaka Higashi per Ōji e Nara la sera         |
| 3   | ■ Linea Yamatoji      | per Tennōji, Shin-Imamiya, Namba JR e Osaka                               |
| 3   | ■ Linea Ōsaka Higashi | per Shin-Kami e Hanaten servizi diretti rapidi per Kyōbashi e Kitashinchi |
| 3   | ■ Linea Yamatoji      | per Tennōji, Shin-Imamiya, Namba JR e Osaka                               |

## Stazioni adiacenti
| «                   | Servizio                         | »                    |
| Linea Yamatoji      | Linea Yamatoji                   | Linea Yamatoji       |
| ------------------- | -------------------------------- | -------------------- |
| Kami                | Locale                           | Yao                  |
| Tennōji             | Rapido regionale                 | Ōji                  |
| Tennōji             | Rapido                           | Ōji                  |
| Tennōji             | Rapido da Kashiwara per Namba JR | Kashiwara            |
| Tennōji             | Rapido Yamatoji                  | Ōji                  |
| Linea Osaka Higashi |                                  |                      |
| Shin-Kami           | Locale                           | Capolinea            |
| Hanaten             | Rapido diretto                   | Ōji (Linea Yamatoji) |